# نویهاردنبرگ
نویهاردنبرگ (به آلمانی: Neuhardenberg) یک شهر در آلمان است که در مرکیش-اودرلند واقع شده‌است. نویهاردنبرگ ۲٬۸۸۸ نفر جمعیت دارد.

## خواهرخوانده
شهرهای Myślibórz و هامینکلن خواهرخوانده‌های نویهاردنبرگ هستند.